# Ben Kniest
Lambertus Gerardus (Ben) Kniest (Arnhem, 27 augustus 1927 – 18 juli 1992) is een voormalig Nederlands waterpolospeler.
Kniest nam tweemaal deel aan de Olympische Spelen, in 1960 en 1964, waar hij met het team beide malen de achtste plaats behaalde.
Fred van Dorp · 
Henk Hermsen · 
Ben Kniest · 
Harry Lamme · 
Bram Leenards · 
Hans Muller · 
Harro Ran · 
Harry Vriend · 
Fred van der Zwan
Jan Bultman · 
Fred van Dorp · 
Henk Hermsen · 
Ben Kniest · 
Bram Leenards · 
Hans Muller · 
Wim van Spingelen · 
Nico van der Voet · 
Harry Vriend · 
Wim Vriend · 
Gerrit Wormgoor